# Lelio Antoniotti
Lelio Antoniotti, o Lello (Bard, 17 de enero de 1928-Novara, 29 de marzo de 2014) fue un delantero de fútbol italiano.

## Carrera

### Club

#### Primeros años y el Pro Patria
Un nativo de Bard, una pequeña ciudad en el Valle de Aosta, Antoniotti comenzó a jugar al fútbol en la década de los años cuarenta en el equipo juvenil de Sparta Novara, una compañía que hizo su debut en la Serie C en 1945-46 y llegó último en su grupo. La temporada siguiente fue contratado por el Pro Patria, militante en la Serie B, con el que anotó veintidós goles en 35 partidos, y logró el ascenso a la Serie A. Comenzó su carrera en su primera temporada de la Serie A, el 28 de septiembre de 1947 en el encuentro Pro Patria - Sampdoria (1-0), mientras que su primer gol llegó en su siguiente encuentro, el 5 de octubre, en la victoria por 1-0 ante la Fiorentina. En total logró once puntos en 33 encuentros con el equipo, ganó la final, salvándose al quedar octavo lugar. En 1948-1949, en la liga conocida por la tragedia de Superga, comenzó la temporada aparentemente bien, anotó ocho veces en 15 partidos, incluyendo un triplete a la Sampdoria. Pero a él lo afectó una pleuresía grave y lo obligó a perderse gran parte de la temporada (con el equipo que terminó decimoséptimo, en un punto del descenso) y casi la temporada siguiente, que salió a la cancha solo en cuatro ocasiones, sin embargo, anotó en el encuentro Pro Patria - Fiorentina 3-0 del 28 de mayo de 1950 (Pro Patria terminó la temporada en el undécimo lugar).
Volviendo de titular en 1950-1951, en 32 partidos, anotó solo seis goles, con el equipo que terminó en el décimo lugar. Al final de la temporada, el delantero fue vendido a la Lazio en Valle d'Aosta, cuarto en la liga que acababa de terminar y clasificó para la Copa de Zentropa (edición no oficial de la Copa Mitropa).